# Бибишев, Марат Шакирович
Марат Шакирович Бибишев (14 февраля 1929, с. Большое Нуркеево, Мензелинский кантон, Татарская АССР, РСФСР  — 11 декабря 2016) — советский и российский организатор строительной отрасли, заслуженный строитель Российской Федерации и Республики Татарстан, лауреат премии Совета Министров СССР.

## Биография
В 1952 г. окончил Казанский инженерно-строительный институт.
В 1952—1954 гг. — старший прораб в тресте «Якутстрой». С 1954 г. — старший прораб, главный инженер на строительных предприятиях Альметьевска и Заинска.
С 1965 г. работал в г. Набережные Челны: начальник СМУ-3 "Камгэсэнергостроя, с 1969 г. — начальник управления строительства «Жилстрой».
В 1973—1989 гг. — начальник домостроительного комбината ПО «Камгэсэнергострой».
В 1989—1994 гг. — генеральный директор проектно-строительного объединения «Челныгорстрой».
С 1980 г. одновременно преподавал в Камском политехническом институте, доцент (1991), профессор (1998).

## Награды и звания
Награждён орденами Ленина, Октябрьской Революции, Трудового Красного Знамени, медалью «За трудовую доблесть».
Лауреат Премии Совета Министров СССР (1976). Заслуженный строитель Российской Федерации (1994).
Почётный гражданин г. Набережные Челны (2003).